# Suphalomitus buyssoni
Suphalomitus buyssoni is een insect uit de familie van de vlinderhaften (Ascalaphidae), die tot de orde netvleugeligen (Neuroptera) behoort. 
Suphalomitus buyssoni is voor het eerst wetenschappelijk beschreven door Van der Weele in 1909.